# Gubbäpple
Gubbäpple es el nombre de una variedad cultivar de manzano (Malus domestica). 
Un híbrido de manzana, variedad antigua de la herencia originaria de Suecia, tiene su origen en la llanura de Falun. Las frutas son de tamaño mediano a grande la carne que está suelta tiene un sabor agridulce y jugoso. Adecuado su cultivo en Suecia en la zona de rusticidad delimitada por el departamento USDA, de nivel 1 a 6.

## Historia
El nombre 'Gubbäpple' lo obtuvo la variedad porque la pulpa de la manzana se vuelve muy tierna cuando madura, tan tierna que incluso los ancianos desdentados podrían comerlas. 'Gubbäpple' tiene su origen en la llanura de Falun, y en sus cercanías se encuentra la antigua explotación minera de la montaña del cobre. Durante el apogeo de la explotación minera, la vegetación en las inmediaciones de la mina se dañó y por ello los mineros ricos plantaron en sus fincas huertos, lejos del humo del óxido de la explotación. Entre estos huertos el jardín de Kallslätten ha sido restaurado y mantenido por los biólogos de campo de Tunabygden.
Entre 1914 y 1952, el jardinero E.J. Lindberg hizo una revisión del Jardín de Falun y de su historia. En ese momento quedaban los restos de los primeros árboles plantados. Linberg también trató de fechar los árboles frutales más antiguos con taladros de plantas y luego descubrió que fueron plantados en la década de 1640 a 1775 se hizo un registro único del jardín, y en la parte occidental se percataron entonces de algunos árboles frutales antiguos.
En la década de 1940 había unos 50 árboles frutales en "Källslätten". Estos han sobrevivido con gran vigorosidad gracias a las temperaturas invernales relativamente suaves. Un árbol especial en el jardín es la variedad de manzanas 'Gubbäpple', porque la fruta era muy duradera y cuando madura se hizo de conocimiento común adquieren una blandura que incluso los ancianos desdentados podían comerla. Se han tomado varetas del árbol para el cultivo de nuevos manzanos.
La descripción de 'Gubbäpple' está incluida en la relación de manzanas cultivadas en Suecia en el libro "Äpplen i Sverige : 240 äppelsorter i text och bild."-(Manzanas en Suecia: 240 variedades de manzanas en texto e imagen).

## Características
'Gubbäpple' es un árbol que crece relativamente vigoroso con ramas largas y estrechas. Tiene un tiempo de floración que comienza a partir del 28 de abril con el 10% de floración, para el 4 de mayo tiene una floración completa (80%), y para el 11 de mayo tiene un 90% caída de pétalos.
'Gubbäpple' tiene una talla de fruto de mediana a grande, alta, plana, redondeada a enrollada, ligeramente aplanada en la parte superior e inferior, con el contorno irregular, cinco crestas-mamelones se elevan en la parte central desde tubérculos bajos, por lo que la sección transversal se vuelve algo pentagonal, recubriendo los agujeros profundos con surcos adicionales; piel relativamente gruesa, lisa, aceitosa con un color base verde, epidermis con color de fondo es amarillo verdoso, con un sobre color rojo opaco fuerte, importancia del sobre color medio a medio alto (45-75%) localizado en la zona expuesta al sol, y patrón del sobre color puntos / marmoleado / estrias discontinuas, lenticelas de tamaño pequeño, ruginoso-"russeting" (pardeamiento áspero superficial que presentan algunas variedades) muy bajo; cáliz es pequeño y semicerrado, enclavado en una cuenca estrecha, con plisamientos en sus paredes, y poco profunda con ligero ruginoso-"russeting" en su pared; pedúnculo es de longitud medio y de calibre medio, enclavado en una cuenca media con ligero ruginoso-"russeting" en su pared; carne de color blanco verdoso con hilos vasculares verdes que se pueden cortar un poco más cerca de la guarnición, muy jugosa, agridulce, al madurar se ablanda dulce con algún aroma almendrado.
La manzana madura en octubre, y luego se puede almacenar durante aproximadamente un mes.

## Usos
Una buena manzana para comer fresca en postre de mesa, y por su sabor agridulce esta manzana podría tener aplicación en la elaboración de sidra.

## Ploidismo
Diploide, polen auto estéril, para su polinización necesita variedad de manzana con polen compatible.

## Susceptibilidades
Presenta cierta resistencia a la sarna del manzano y al mildiu.